# Wohn- und Wirtschaftsgebäude Müggendorfer Straße 43
Das Wohn- und Wirtschaftsgebäude Müggendorfer Straße 43, südwestlich vom Zentrum, in der niedersächsischen Samtgemeinde Land Hadeln, Gemeinde Otterndorf im Landkreis Cuxhaven, stammt vom Anfang des 19. Jahrhunderts. Aktuell (2024) wird es als Wohnhaus und gewerblich genutzt.
Das Gebäude steht unter Denkmalschutz (siehe auch Liste der Baudenkmale in Otterndorf).

## Geschichte und Beschreibung
Otterndorf war der Hauptort des Landes Hadeln. 1400 erhielt er von Herzog Erich von Sachsen-Lauenburg das Stadtrecht.
Das eingeschossige traufständige Gebäude als Hallenhaus in Fachwerk mit Steinausfachungen und mit Satteldach, wurde um 1810 auf einer Wurt gebaut. Der Wirtschaftsteil ist acht Fache lang, der leicht eingezogene Wohnteil mit Flett (Küche) und Scherwand hat sieben Achsen. Der siebenachsige Wohngiebel, mit mittiger ädikulagerahmter Eingangstür, ist im oberen Giebeldreieck regionaltypisch senkrecht verbrettert. Der  Wirtschaftsgiebel mit der Grooten Door und waagerechter Verbretterung im oberen Giebeldreieck, wurde teilweise massiv ersetzt.
Das Landesdenkmalamt befand u. a.: „… in Einzellage befindliche Hofstelle erhebt sich landschafts- und auch hofbildprägend über die Umgebung …“